# Technology Fast 50 Award
Technology Fast 50 Award ist ein Wettbewerb, bei dem die 50 am schnellsten wachsenden Unternehmen der Technologiebranche für ihre unternehmerischen Leistungen von dem Beratungs- und Prüfungsunternehmen Deloitte ausgezeichnet werden.
Bewertungskriterium ist das kumulierte prozentuale Umsatzwachstum der letzten fünf Geschäftsjahre des Unternehmens. Der Wettbewerb wurde 1997 in den USA gestartet und wird in zahlreichen Ländern durchgeführt. In Deutschland gibt es diese Auszeichnung seit 2002. Zu den Gewinnern gehören Unternehmen wie freenet, Q-Cells, QSC und Teragate. Neben den Fast 50 werden seit 2006 auch die so genannten Rising Stars ausgezeichnet und der Sustained Excellence Award für langfristiges Wachstum vergeben.

## Preisträger

### Top 5 - 2020
1. Kolibri Games GmbH
2. quofox GmbH
3. Spotcap Global Services GmbH
4. Grober Group GmbH
5. YOU MAWO GmbH

### Top 5 - 2019
1. Cloud&Heat Technologies GmbH
2. Fineway GmbH
3. Electric Mobility Concepts GmbH
4. Vonmählen GmbH
5. Seven Senders GmbH

### Top 5 - 2018
1. InStaff & Jobs GmbH
2. metacrew group GmbH
3. Uniscon GmbH
4. Lesara AG
5. Savings United GmbH

### Top 5 - 2017
1. Lesara GmbH
2. metacrew group GmbH
3. Global Savings Group GmbH
4. metoda GmbH
5. Finanzchef24 GmbH

### Sustained Excellence – 2017
1. ATOSS Software
2. Lancom Systems GmbH
3. Micromata

### Top 5 - 2016
1. Nordwest-Box GmbH & Co. KG
2. Qoniac GmbH
3. OnPage.org GmbH
4. opesus AG
5. Buben & Mädchen GmbH

### Top 5 - 2015
1. Celonis GmbH
2. Limata GmbH
3. DataVard GmbH
4. Polygon Design
5. Fiagon GmbH

### Top 5 - 2014
1. Goodgame Studios/Altigi GmbH
2. CeGaT GmbH
3. crealytics GmbH
4. Technagon GmbH
5. Signavio GmbH

### Top 5 - 2013
1. Open-Xchange AG
2. redvertisment GmbH
3. IT sure GmbH
4. Sparhandy GmbH
5. IP Dynamics GmbH

### Top 5 - 2012
1. inexio Informationstechnologie und Telekommunikation KGaA
2. BIG Medienversorgung GmbH
3. ventury GmbH Energieanlagen
4. Flagbit GmbH
5. Globalways AG

### Top 5 - 2011
1. sacoin GmbH
2. Medialine EuroTrade AG
3. cleverbridge AG
4. congatec AG
5. Gehrlicher Solar AG

### Top 5 - 2010
1. my Hammer AG
2. AOE media GmbH
3. zeitVisions AG
4. ibidi GmbH
5. Gehrlicher Solar AG